# ISO 3166-2:AF
Kódy ISO 3166-2 pro Afghánistán identifikují 34 provincií (stav v roce 2015). První část (AF) je mezinárodní kód pro Afghánistán, druhá část sestává ze tří písmen identifikujících provincii.

## Změny
- Věstník I-6 Archivováno 12. 1. 2012 na Wayback Machine. přidává 2 provincie
- Věstník I-7 Archivováno 6. 6. 2011 na Wayback Machine. přidává 2 provincie
- Věstník II-3 mění 2 kódy, oprava transkripce

## Seznam kódů
| Kód    | Provincie | poznámka     |
| ------ | --------- | ------------ |
| AF-BAL | Balch     |              |
| AF-BAM | Bamján    |              |
| AF-BDG | Bádghís   |              |
| AF-BDS | Badachšán |              |
| AF-BGL | Baghlán   |              |
| AF-DAY | Dájkundí  |              |
| AF-FRA | Faráh     |              |
| AF-FYB | Fárjáb    |              |
| AF-GHA | Ghazní    |              |
| AF-GHO | Ghór      |              |
| AF-HEL | Hilmand   |              |
| AF-HER | Herát     |              |
| AF-JOW | Džúzdžán  |              |
| AF-KAB | Kábul     |              |
| AF-KAN | Kandahár  |              |
| AF-KAP | Kápísá    |              |
| AF-KDZ | Kundúz    |              |
| AF-KHO | Chóst     |              |
| AF-KNR | Kúnar     |              |
| AF-LAG | Laghmán   |              |
| AF-LOG | Lógar     | dříve AF-LOW |
| AF-NAN | Nangarhár |              |
| AF-NIM | Nímróz    |              |
| AF-NUR | Núristán  |              |
| AF-URU | Orúzgán   | dříve AF-ORU |
| AF-PAN | Pandžšír  |              |
| AF-PAR | Parván    |              |
| AF-PIA | Paktíja   |              |
| AF-PKA | Paktíka   |              |
| AF-SAM | Samangán  |              |
| AF-SAR | Sar-e Pol |              |
| AF-TAK | Tachár    |              |
| AF-WAR | Vardak    |              |
| AF-ZAB | Zábul     |              |